# Xenohammus nebulosus
Xenohammus nebulosus är en skalbaggsart som beskrevs av Schwarzer 1931. Xenohammus nebulosus ingår i släktet Xenohammus och familjen långhorningar.
Artens utbredningsområde är Taiwan. Inga underarter finns listade i Catalogue of Life.